# 上渡街道
上渡街道是中国福建省福州市仓山区下辖的一个街道，东起龙潭角铁索桥处（包括江心岛）与仓前街道接壤，南至上山路和对湖街道比邻，西至尤溪洲大桥高架桥中线与西二环路中线交界，北沿闽江航道中线与台江区隔江相望。

## 行政区划
上渡街道现辖5个社区：
新成社区、红星社区、洋洽社区、滨洲社区和江南社区。